# Чема
Хосе Мануель Родрігес Беніто (ісп. José Manuel Rodríguez Benito), відомий як  Чема (ісп. Chema, нар. 3 березня 1992, Каудете) — іспанський футболіст, захисник клубу «Ейбар». На умовах оренди грає за «Алькоркон».

## Ігрова кар'єра
Народився 3 березня 1992 року в місті Каудете. Вихованець юнацьких команд «Каудете», «Кельме» та академії «Ельче».
У дорослому футболі дебютував 2010 року виступами за другу команду «Ельче», в якій провів один сезон, після чого перейшов до систем мадридського «Атлетіко», де грав за третю і другу команди клубу.
Наступними командами в ігровій кар'єрі футболіста були «Алькоркон», «Леванте» та англійський «Ноттінгем Форест».
2020 року приєднався до «Хетафе».